# IC 1897
IC 1897 је спирална галаксија у сазвјежђу Еридан која се налази на листи објеката дубоког неба у Индекс каталогу.
Деклинација објекта је - 10° 47' 44" а ректасцензија 3h 10m 45,9s. Привидна величина (магнитуда) објекта IC 1897 износи 14,1 а фотографска магнитуда 14,9. IC 1897 је још познат и под ознакама MCG -2-9-9, NPM1G -10.0125, IRAS 03083-1059, PGC 11866.